# Arado Ar E.555
Arado Ar E.555 – seria projektów bombowca strategicznego z racji przeznaczenia określana zbiorczym terminem Amerika Bomber. 

## Historia
Jesienią 1944 r. Hermann Göring zlecił zakładom Messerschmitta i Junkersa opracowanie bombowca dalekiego zasięgu. Prace koncepcyjne wdrożono również w zakładach Arado, mających największe sukcesy na polu konstruowania samolotów bombowych o napędzie odrzutowym. 
Opracowano czternaście projektów samolotu Arado Ar E.555. Projekty od E.555-1 do E.555-9 przewidywały zbudowanie samolotu w układzie latającego skrzydła. Opracowane koncepcje E.555-10, 12, 13 14 zakładały powstanie samolotu w układzie centropłata z dwubelkowym kadłubem. Ciekawostką tej wersji było to, że belki te nie miały być połączone usterzeniem poziomym. Jedynie E.555-11 miał być zbudowany w układzie klasycznego płatowca. Samoloty miały być zdolne do osiągnięcia terytorium Stanów Zjednoczonych i  bombardowania znajdujących się na ich terenie celów strategicznych. Zakładano, że bombowiec będzie dysponował zasięgiem 7500 km i udźwigiem 4000 kg. Część opracowanych projektów przewidywała wykorzystanie maszyn w roli samolotów dalekiego rozpoznania.

## Porównanie poszczególnych wersji
Zachowane informacje na temat planowanych rozmiarów i osiągów:
| Wersja   | Rozpiętość (m) | Długość (m) | Wysokość (m) | Powierzchnia skrzydeł (m²) | Masa startowa (kg) | Prędkość maksymalna (km/h) | Pułap (m) | Zasięg (km) | Udźwig bomb (kg) | Napęd       |
| -------- | -------------- | ----------- | ------------ | -------------------------- | ------------------ | -------------------------- | --------- | ----------- | ---------------- | ----------- |
| E.555-1  | 21,50          | -           | 5,00         | 125                        | 24 000             | 860                        | 15 000    | 4800        | 4000             | 6x BMW 003  |
| E.555-2  | -              | -           | -            | -                          | -                  | -                          | -         | -           | -                | 4x He S 011 |
| E.555-3  | 21,20          | 18,40       | -            | 125                        | 25 200             | 915                        | -         | 4000        | 4000             | 2x BMW 018  |
| E.555-4  | -              | -           | -            | -                          | -                  | -                          | -         | -           | -                | 3x BMW 018  |
| E.555-6  | 28,40          | 12,35       | 3,74         | 160                        | -                  | 920                        | -         | 7500        | 4000             | 3x BMW 018  |
| E.555-7  | 25,50          | 8,80        | 3,65         | 160                        | 41 300             | 960                        | -         | 7500        | 4000             | 3x BMW 018  |
| E.555-8  | -              | -           | -            | -                          | -                  | -                          | -         | -           | -                | 3x BMW 018  |
| E.555-9  | -              | -           | -            | -                          | -                  | -                          | -         | -           | -                | 3x BMW 018  |
| E.555-10 | 23,66          | 19,20       | -            | 140                        | 47 845             | 920                        | -         | 6400        | 4000             | 3x BMW 018  |
| E.555-11 | 23,66          | 25,10       | 4,10         | 140                        | 47 000             | 1020                       | 8000      | 6000        | -                | 4x BMW 018  |